# Билл Косби в рекламе
Американский комик Билл Косби был популярным рекламным лицом ещё до начала съёмок на телевидении в 1960-х годах и вплоть до начала 2000-х. Первым проектом стали сигары White Owl, позже — пудинги и желатин Jell-O, Coca-Cola (включая New Coke), Texas Instruments, E. F. Hutton & Co., Kodak и перепись населения 1990 года. В 2002 году Косби через свою работу с Jell-O стал рекордсменом по длительности пребывания в качестве звёздного рекламного лица. В 2011 году награждён президентской премией за вклад в рекламу от Зала славы рекламы.
Косби был одним из первых чернокожих американцев в качестве рекламного лица. Он был известен своим обращением к белым потребителям во второй половине XX века, в то время как рекламная индустрия медленно принимала расовое разнообразие. Несмотря на противоречивые высказывания о безалкогольных напитках и поддержке опозорившейся финансовой компании, он продолжал считаться эффективным и вызывающим доверие. В 1980-х годах исследования показывали, что Косби был «самым знакомым» и «самым убедительным» спикером до такой степени, что Косби приписывал своё богатство рекламным контрактам, а не своим телевизионным сериалам.
Однако появившиеся в 2014 году обвинения в сексуальном насилии, самые ранние из которых датируются десятилетиями, серьёзно подорвали общественный имидж Косби; проведённый после этого опрос поместил его в конец списка из 3 тыс. человек по степени доверия и эффективности. Более 60 женщин обвинило его в изнасиловании, сексуальных нападениях с применением наркотиков, сексуальных домогательствах, сексуальном насилии над детьми и проступках сексуального характера, хотя почти во всех случаях исктёр срок исковой давности. В апреле 2018 года Косби был признан виновным в непристойном по трём пунктам, в сентябре 2018 года был приговорён к тюремному заключению на срок от трёх до десяти лет.

## Персона
Я не переписываю их материал. Я беру его и делаю.
Директор по связям с общественностью Coca-Cola Энтони Торторичи в 1981 году рассказывал журналу Black Enterprise, что «существует три наиболее правдоподобных личности — Бог, Уолтер Кронкайт и Билл Косби». На пике своей рекламной карьеры в середине 1980-х годов Косби имел Q Score в 70 баллов (70 % американских респондентов высоко ценили его персону, считая его наиболее знакомым и убедительным рекламным лицом). В 2003 году отраслевое рекламное издание Advertising Age заявило, что «во время 14-летнего правления [Косби] над индексом общественного одобрения рекламной индустрии [он был превзойдён только] папой». В 2012 году индекс Celebrity DBI разместил Косби на второе место в списке знаменитостей, привлекающих внимание людей на телевидении (первое место занял актёр Морган Фримен).
В профессиональном плане рекламный директор Coca-Cola Джон Бергин считал Косби «величайшим орудием» своей компании, указывая, что «волшебство начинается, когда включается камера». В то же время топ-менеджер находил актёра «невероятно высокомерным» и упоминал случавшиеся на съёмках «вспышки гнева».
Биограф Косби Линда Эткин отмечала, что тот в рекламных роликах «выглядит как отец, учитель и друг». В 1982 году менеджер по маркетингу Texas Instruments Уильям Тёрнер указывал, что актёр «олицетворяет комфорт, и люди доверяют ему». В 2014 году один педагог рассказывал, что Косби запомнился ему как «авторитетный чернокожий мужчина, один из тех людей, которых не живущие на окраинах страны считают хорошим чернокожим парнем; они доверяют этому парню».
В 1988 году представитель Kodak назвал актёра «синонимом качественных продуктов и услуг». Соглашавшийся с подобной трактовкой журнал Ebony отмечал, что Косби имеет преимущество быть избирательным. Сам он заявлял, что его вера в продукт является атрибутом, отмечая: «Если бы я представил Билла Косби, которому всё равно, их продажи остановились бы прямо на экране. Очевидно, я никогда не смог бы этого делать. Как только я поверю в продукт, я стремлюсь продать его, и думаю, что это у меня получается лучше, чем у кого-либо другого».
В статье Black Enterprise писалось, что загадкой Косби является то, «что он может рекомендовать ряд продуктов, и при этом всё равно сохранять доверие в каждой индивидуальной продаже». Вскоре после подписания контракта с Coca-Cola, Косби появился на съезде производителей бутылок. Там он отказался выпить банку с этим напитком, заявив: «Я жду, пока весь съеденный мною пуддинг Jell-O осядет». По его словам, в детстве он испытывал «периоды зависимости» от Coca-Cola, когда к 14:00 выпивал пятнадцать банок.

## Рекламная карьера

### 1960-е годы
Поначалу американская рекламная индустрия неохотно использовала чернокожих из-за опасения рассердить белых клиентов. «Шоу Ната Кинга Коула» (1956—1957) стало первым общенациональным синдикационным телесериалом в США, чьим ведущим был афроамериканец, так и не нашло национального спонсора; после закрытия программы Коул заявил: «Мэдисон-авеню боится темноты».
Первым рекламным опытом Косби стали сигары White Owl. Его агент обратился к ним в 1965 году, ещё до дебюта сериала «Я – шпион» (англ. I Spy), но уже после нескольких появлений в ночной программе The Tonight Show, что символизировало определённый успех в тогдашней индустрии американской комедии. Сам Косби сказал рекламному агенту Норману Брокау из William Morris Agency, что ему понравился их девиз «Мы собираемся тебя достать» (англ. We’re going to get you). Позже актёр вспоминал, что тогда не было рекламы, «где чернокожий что-то держит, покупает, поэтому отсутствие фотографий в ретроспективе говорит о многом». Несмотря на имевшуюся среди рекламного сообщества стигму на использование чернокожих спикеров, продажи продукта выросли. Согласно Ad Age Encyclopedia, равноценное общественное признание Косби и Роберта Калпа в сериале «Я – шпион» позволило рекламодателям показывать в своих рекламных роликах белых и чёрных людей вместе.
Дебютировавшая в 1968 году «Радиопрограмма Билла Косби» имела спонсора в лице The Coca-Cola Company, чьё рекламное агентство McCann Erickson добилось её синдикации для 200 радиостанций.

### 1970-е годы
В 1974 году Косби начал рекламировать пудинги Jell-O компании General Foods. Хотя Косби утверждал, что ранее единственным рекламным лицом товара был комедиант Джек Бенни, чьи программы спонсировались Jell-O; однако товар также рекламировали Кейт Смит, Люсиль Болл и Энди Гриффит. С момента запуска бренда в 1902 году он был нацелен на родителей, а не детей (от данной практики компания откажется лишь в 2001 году). Ранние рекламные ролики Косби не были написаны по сценарию, но затем их созданием занимались комедийные сценаристы. Косби был не согласен со сценаристами, считавшими нужным показать, что данный товар утолит голод, он считал, что для утоления голода у Jell-O недостаточно субстанции, и потому считал нужным использовать слово "аппетит". В 1979 году General Foods представила свой первый замороженный десерт Pudding Pop, продажи за первый год при участии Косби в качестве рекламного лица составили 100 млн. долл. После внедрения желатиновых леденцов и замороженных фруктовых батончиков продажи замороженных десертов достигли суммы в 300 млн. долл. В середине 1980-х годов Косби привлекался для рекламы исчезающей линейки желатиновых продуктов Jell-O, которую General Foods решило поддержать новым товаром Jigglers. За первый год продажи выросли на 7 %.
Мой подход с самого начала был таков: я хочу, чтобы программа прерывалась рекламой.
В 1979 году Косби принял участие в продолжавшейся ещё два года рекламной кампании Coca-Cola «Попробуй “Кока-Колу” и улыбнись» (англ. Have a Coke and a Smile), также в качестве гостя посетив крупнейшее мероприятие американских производителей бутылок Great Get-Together..
Работа актёра в этом десятилетии была хорошо воспринята рекламным сообществом. Журнал Advertising Age назвал его главной рекламной персоной 1978 года. В 1999 году журнал назвал рекламные ролики Косби для Jell-O (которые издание назвало «Билл Косби с детьми») 92-й лучшей рекламной кампанией всех времён.

### 1980-е годы
Журнал Black Enterprise в публикации 1981 года обнаружил, что Билл Косби был одним из немногих афроамериканцев, которые получали высокие рекламные гонорары. При этом в материале подчёркивалось, что при возросших возможностях индустрии представителей этой расы очень редко нанимали для участия во всей рекламной кампании, а не в одном рекламном ролике. Согласно агентам актёра, на текущих рекламных контрактах он заработал как минимум 3 млн долл. (20 % от ежегодного дохода), в то время как оставшаяся сумма была получена от живых выступлений.
В 1982 году Косби вернулся в качестве рекламного представителя Coca-Cola для участия в кампании «„Кока-Кола“ как она есть» (англ. Coke Is It), в роликах которой высмеивалась маркетинговая акция Pepsi Challenge. В одном ролике в рамках этой кампании с целью поиздеваться над конкурирующим брендом был показан торговый автомат Pepsi. В другом рекламу Pepsi Challenge обвиняли во введении в заблуждение, ибо в ней так и не было показано, чтобы кто-то выбирал «Кока-Колу». По словам режиссировавшего серию роликов Джона Бергина присутствие Косби в 1983 году положило конец первой рекламной кампании Pepsi Challenge.
В середине 1982 года компания Texas Instruments наняла Косби для участия в телевизионной рекламе своего домашнего компьютера TI-99/4A, ежегодный гонорар составлял 1 млн долл.
 Рекламная кампания делала упор на образование актёра и его взаимоотношения со взрослыми и детьми, и была нацелена на родителей (а не на детей, как в случае с Commodore 64). Косби также был лицом тайной программы скидок, позволяющей возместить потраченную сумму от трёх до тысячи долл. J. Fred Bucy, Возглавлявший в 1983 году отдел домашних компьютеров Texas Instruments Дж. Фред Бюси принял решение отказаться от рекламы с актёром, решив сосредоточиться на образовательной ценности товара. Вице-президент по маркетингу Radio Shack Дэвид Бекерман замечал, что «знаменитость привлекает внимание к продукту. Даже если бы в нашей рекламе был президент Рейган, мы не смогли бы продать больше компьютеров. Продукт сам себя продаёт. Знаменитость вызывает косвенные продажи». В этом же году Косби вместе с предпринимателем Джеймсом Брюсом Ллевеллином приобрели пакет акций в филадельфийском разливочном заводе Coca-Cola, что стало частью намерения компании увеличить долю участия афроамериканцев. Частично этот шаг стал ответом на кампанию Джесси Джексона «PUSH».
В разгар «рекламных войн» между Coca-Cola и Pepsi маркетолог Серхио Зиман предложил руководству Coca-Cola создать рекламные ролики с Косби, где-бы тот хвалил напиток за менее сладкий вкус, чем у Pepsi; транслировать их предполагалось только в регионах с доминирующими продажами Pepsi. В одном из роликов актёр выпивает конкурирующий напиток и «с недовольным выражением лица» описывает Pepsi как «липкую». Данная реклама начала выходить с октября 1984 года; независимые производители Coca-Cola требовали распространения рекламы и на своих рынках. Зиман отмечал, что несмотря на противоречивость, реклама стала первым за многие годы стимулом для имиджа Coca-Cola. В то же время компания тестировала возможные новые вариации своего безалкогольного напитка, и рассчитывала увеличить продажу за счёт более мягкой формулы. Как только New Coke вышла на рынок, Pepsi уже подготовила свой публичный ответ на этот вызов; среди них писавшим о напитке журналистам предлагали «спросить их об этой рекламе с Биллом Косби». В одном из новых рекламных эпизодов Coca-Сola актёр был одет в тогу, эта кампания в массовом сознании была воспринята неубедительной и Coca-Cola возвратила оригинальный рецепт под торговой маркой «Coca-Cola Classic». Вскоре после этого в редакционной карикатуре появился Косби, наливающий банку Pepsi в банку Coca-Cola. Отвечавший за внедрение New Coke креативный руководитель McCann Erickson Марсио Морейро вспоминал в 2011 году, что решение нанять Косби было принято только после редактирования остальных роликов.
Дебютировавшее в 1984 году The Cosby Show стало «самым большим телехитом 1980-х», сумев возродить жанр ситкома и телеканал NBC. Перед премьерой сериала Косби рассказывал репортёрам, что его доход от рекламы Coca-Cola и Ford с учётом концертов в Лас-Вегасе обеспечили его финансовую безопасность. В какой-то период времени до 1985 года актёр участвовал в рекламе замороженных продуктов Bird's Eye.
В 1986 году актёр имел рекламный контракт лишь с Jell-O, но к концу года у него появилось два новых клиента. В августе он начал рекламировать E. F. Hutton & Co. через комедийные концерты, печатную и телевизионную рекламу, в то время как компания обвинялась в мошенничестве и нуждалась в авторитетном представителе. Вскоре после запуска рекламной кампании она объединилась с Morgan Stanley Smith Barney. В конце декабря Косби начал сотрудничество с системой обработки фотографий Kodak Colorwatch System: рекламный контракт на 10 млн долл. подразумевал рекламные ролики в печати, на телевидении и в местах продаж, а также его участие в рекламных программах.
В 1982 году Coca-Cola купила кинокомпанию Columbia Pictures, и через пять лет решила потратить 12 млн долл. на синергию своего будущего фильма Леонард. Часть 6 с телесериалом «The Cosby Show» и книгой Косби «Отцовство». Промокампания включала в себя постеры, шпионские камеры, стенды с изображением Косби в точках продаж и розыгрыш автомашин марки Porsche. Снимавшийся в фильме и продюсировавший его Косби изначально поддержал идею, но ближе к выходу картины в прокат публично дистанцировался от неё (сам фильм принёс чистый убыток в 33 млн долл.).
В 1980-х годах Косби принимал участие в социальной рекламе. С целью повысить участие чернокожего населения в переписи 1990 года, организаторы наняли пресс-секретарями вместе с ним Мэджика Джонсона, Элфри Вудард и победительницу конкурса мисс Америка Дебби Тёрнер.

### 1990-е и 2000-е годы
Билл Косби продолжил работать с Jell-O и в 1990-е годы, в 1998 году он принимал участие в открытии первого биллборда на нью-йоркской Таймс-сквер. В следующем году, юбилейном — 25-м по счёту, компания передала в общественные библиотеки страны 120 тыс. копий его книжной серии «Маленький Билл» (англ. Little Bill). Смена рекламных агентство и вхождение в 1986 году General Foods в состав Kraft не повлияли на сотрудничество с актёром. В 2001 году он представлял десерт в Сенате Юты как кандидата на звание официальной закуски штата, а через три года сделал официальный визит в Jell-O Gallery. В 2010 году Косби в качестве генерального продюсера работал над рекламной кампанией «Hello Jell-O», бренд спонсировал его еженедельное интернет-шоу в формате детских интервью «OBKB». В 2002 году сотрудничество Билла Косби и Jell-O было признано самым долгосрочным привлечением знаменитости в истории американской рекламы.
В 1990-х Билл Косби был рекламным лицом Service Merchandise.
30 марта 2011 года на церемонии Зала славы рекламы актёр стал первым обладателем президентской награды американской федерации рекламы за особые достижения в этой области.

## Критика
В 1973 году автор журнала The Village Voice Терри Гуэрин заявил, что Косби миновал свой расцвет. Среди причин этого были «создание рекламных роликов для таких известных вершин, как сигары White Owl и авиалинии Pan American. Он превратился в самопородию, своего рода позор, каким всегда был вечно парадный Сэмми Дэвис». Сатирическая редакционная заметка «The Noble Cos» Эдварда Сореля для журнала The Nation в 1986 году была написана в стиле Косби. Она перекликалась с комментариями других авторов об утрате актёром связи с афроамериканцами из низшего класса. В ответ на эти мнения в 1997 году Косби заявил: «Итак, этот приятель говорит: “Я не возражал против вашей рекламы для Jello, Del Monte, автомобилей Ford… Ideal Toys, или Coca-Cola, хотя Coke ведёт бизнес в Южной Африке… Но, Билл, зачем рекламировать этих мошенников из E. F. Hutton?”. Мой приятель не понимал, что мои рекламные ролики улучшали межрасовые отношения. Понимаете, показывая, что чернокожий может также жаждать денег, как и белый… Я доказываю, что все мужчины — братья».
В 1981 году актёр рассказывал журналу Black Enterprise:
В этом бизнесе многим из нас хорошо платят, но мы не так уж богаты. Вы можете прочитать: «X-число долларов идет на то-то и то-то», но помните, что все получают долю - юрист, агент, публицист. Если компания приходит и говорит: «Мы бы хотели, чтобы вы поговорили о том, как вам нравится носить этот разогревающий костюм», и деньги будут правильными, я сделаю это. Jell-O был десертом в моем доме, когда я был ребенком. Моя мама подавала фруктовый коктейль Del Monte, когда я был маленьким. Они хотят заплатить мне, чтобы я сказал, что ем эти продукты, ну, я ем их. Я вышел из более низкой экономической зоны, а это деньги. Это бизнес ... шоу-бизнес. Во многом наша карьера зависит от того, чтобы быть на виду у публики. Я думаю, что исполнители должны воспользоваться коммерческими предложениями, если они довольны продуктом.

### Обвинения в сексуальных домогательствах
В октябре 2014 года вирусную популярность получила вышедшая на YouTube комедийная программа Ганнибала Бересс, посвящённая обвинениям в изнасиловании со стороны Косби. 10 ноября Косби в своём твиттере под хэштегом #CosbyMeme, попросил других пользователей показать ему картинки-мемы, в ответ многие из них разместили изображения с отсылкой к обвинениям в его адрес. После того, как против актёра стали выступили множество женщин, были свёрнуты разрабатывавшийся с его участием сериал и специальный телевизионный выпуск. Косби отказывался обсуждать ситуацию, его адвокат заявлял делал акцент на попытках дискредитировать своего клиента обвинениями многолетней давности. Многие СМИ в своих комментариях отмечали, что подобные поступки противоречили сложившемуся образу «отца Америки». Актриса Джоан Таршис, бывшая одной из обвинительниц Косби, сомневалась в обретении публичного доверия из-за сложившегося рекламного статуса актёра: «Мистера Америки; Мистера Jello, как я его называла».
Публичное внимание к обвинениям резко повлияло на репутацию Косби: в рейтинге общественного восприятия (индекс Дейви-Брауна) с марта по ноябрь 2013 года его показатели упали с 76,3 (3-е место) до 57,1 (2615-е или 2626-е место) or 2615th,, в отдельном рейтинге эффективных представителей продукта место актёра изменилось с 5-го на 2 746-е. При этом обвинения в адрес Косби никак не повлияли на бренд Jell-O, не избежавшего негативных ассоциаций из-за случившегося.
На процессе рассматривались обвинения в изнасиловании, сексуальном насилии с применением наркотиков, сексуальном насилии над детьми и сексуальных проступках за период с 1965 по 2008 год на территории десяти американских штатов и одной канадской провинции. 25 сентября 2018 года Билл Косби был приговорён жюри присяжных к тюремному заключению на срок от трёх до десяти лет за совершённые сексуальные действия против Андреа Констанд. 30 июня 2021 года верховный суд  штата Пенсильвания отменил приговор Биллу Косби и запретил его дальнейшее преследование из-за отказа ему в справедливом судебном разбирательстве.

### Комментарии
1. ↑  Показатель Косби остаётся недостижимым. В 2014 году актёр Том Хэнкс, ставший лидером Q Score, имел результат в 39 баллов.'"`UNIQ--ref-00000007-QINU`"'
2. ↑  The campaign was introduced by Curvin O'Reilly at Y&R; after launching such a successful campaign featuring Cosby, O'Reilly was later in charge of replacing Cosby at Coca-Cola with Max Headroom, after the unsuccessful launch of New Coke; see Messner, 2012.
3. ↑  После покупки в 1984 году акций Coca-Cola Bottling Co. of New York Inc. Джулиус Ирвинг стал новым представителем бренда.'"`UNIQ--ref-0000002D-QINU`"'
4. ↑  Young & Rubicam Advertising работало с Jell-O с 1926 году, но в 2000 году контракт перешёл к FCB.'"`UNIQ--ref-00000053-QINU`"'